# Ilirnei
Ilirnei (russisch Илирне́й) ist ein Dorf (selo) mit 230 Einwohnern (Stand: Januar 2022) im Autonomen Kreis der Tschuktschen (Russland). Ilirnei liegt im Bilibinski rajon.

## Lage
Der Ort liegt an der Mündung des Flusses Nutessyn (oder Nuteskyn) am linken Ufer des Kleinen Anjui. Die Entfernung nach Bilibino, dem Verwaltungssitz des Rajons, beträgt 168 km, nach Anadyr, der Hauptstadt des autonomen Kreises der Tschuktschen, etwa 510 km.

## Geschichte
Die Gegend um Ilirnei war schon in der späten Jungsteinzeit bewohnt, was durch Fundplätze an den etwa 20 km entfernten Ilirnei-Seen belegt ist. Eine weitere archäologische Fundstätte aus dieser Zeit befindet sich am See Tytyl in 46 km Entfernung.
Das Dorf Ilirnei entstand 1940 infolge der Kollektivierung nomadischer Hirten in der Rentierzucht-Kolchose „Ilirnei“. Namensgeber waren die zwei Ilirnei-Seen am Fuß des Bergrückens Ilirnei. 1952 wurde die Kolchose in „Malenkow“ umbenannt. Zu dieser Zeit arbeiteten die Rentierhirten in sieben Brigaden. Die wichtigsten Wirtschaftszweige sind auch heute noch die Rentierzucht und der Fischfang.
Seit dem 1. Januar 1963 arbeitet im Dorf eine Wetterstation. 2004 erhielt Ilirnei den Status einer Landgemeinde (Selo) mit Verwaltungssitz. Im Jahr 2021 waren 163 der 230 Einwohner Tschuktschen.

## Bevölkerungsentwicklung
| Jahr | Einwohner |
| ---- | --------- |
| 2002 | 295       |
| 2015 | 263       |
| 2021 | 230       |

## Klima
Ilirnei liegt in der subpolaren Klimazone mit langen sehr kalten Wintern und geringen Niederschlagsmengen. Im Januar 1964 wurde hier eine Temperatur von −64,4 °C gemessen.
|                       | Jan   | Feb   | Mär   | Apr   | Mai  | Jun  | Jul  | Aug  | Sep  | Okt   | Nov   | Dez   |   |       |
| Mittl. Tagesmax. (°C) | −29,1 | −28,0 | −22,5 | −11,4 | 1,6  | 13,8 | 16,7 | 13,0 | 4,1  | −10,4 | −23,8 | −28,5 | ⌀ | −8,6  |
| Mittl. Tagesmin. (°C) | −37,7 | −37,1 | −34,7 | −25,0 | −8,6 | 2,6  | 5,9  | 3,0  | −3,7 | −18,0 | −31,0 | −37,1 | ⌀ | −18,4 |
|                       |       |       |       |       |      |      |      |      |      |       |       |       |   |       |
| Niederschlag (mm)     | 19,6  | 10,8  | 7,3   | 7,8   | 7,7  | 25,4 | 46,5 | 40,1 | 18,3 | 14    | 21,3  | 17,3  | Σ | 236,1 |
|                       |       |       |       |       |      |      |      |      |      |       |       |       |   |       |
| Sonnenstunden (h/d)   | 0,1   | 2,9   | 6,7   | 9,2   | 9,5  | 10,2 | 8,5  | 6,3  | 3,7  | 2,7   | 0,7   | 0,0   | ⌀ | 5     |
|                       |       |       |       |       |      |      |      |      |      |       |       |       |   |       |
| Regentage (d)         | 6,1   | 3,4   | 2,0   | 2,5   | 2,6  | 6,0  | 8,6  | 8,1  | 4,4  | 4,3   | 6,1   | 5,1   | Σ | 59,2  |

| −37,7 |

| −37,1 |

| −34,7 |

| −25,0 |

| −8,6 |

| 2,6 |

| 5,9 |

| 3,0 |

| −3,7 |

| −18,0 |

| −31,0 |

| −37,1 |

| −37,7 |

| −37,1 |

| −34,7 |

| −25,0 |

| −8,6 |

| 2,6 |

| 5,9 |

| 3,0 |

| −3,7 |

| −18,0 |

| −31,0 |

| −37,1 |

## Kultur
Ilirnei besitzt ein Kulturhaus.

## Verkehr
Ilirnei liegt an der im Bau befindlichen Anadyr-Straße, die Tschukotka über Magadan mit dem russischen Straßennetz verbinden soll. Die Bauarbeiten haben 2012 begonnen. 2022 war das mehr als 130 km lange Teilstück von Ilirnei bis zum Abzweig nach Bilibino fertiggestellt. Bis dahin war Ilirnei für Kraftfahrzeuge nur in den Monaten Dezember bis April über eine Winterpiste erreichbar. Auch Flugzeuge konnten nur in den Wintermonaten auf Schnee landen. Die Versorgung in der übrigen Zeit konnte bis 2020 nur mit dem Hubschrauber erfolgen. Im Sommer 2019 wurde der Flugplatz von Ilirney (ICAO Code UHEI) ausgebaut und besitzt nun eine 560 m lange und 60 m breite unbefestigte Start- und Landebahn. Im darauffolgenden Sommer landete hier das erste Flugzeug seit 25 Jahren außerhalb des Winters.